# Titan Dome
La Titan Dome è una vasta cupola di ghiaccio situata sull'Altopiano Antartico, che si estende in direzione est-ovest innalzandosi fino a 3.100 m, tra i Monti della Regina Maud e il Polo Sud.
La cupola ghiacciata fu attraversata per la prima volta dalle slitte delle spedizioni antartiche di Shackleton, Amundsen e Scott durante il loro tragitto mirante a raggiungere il Polo Sud, e fu descritta come una dorsale coperta di neve. Fu successivamente delineata in modo corretto dagli ecoscandagli radar aviotrasportati del programma SPRI-NFS-TUD tra il 1967 e il 1979.
La denominazione fa riferimento al computer Titan dell'Università di Cambridge, impiegato per l'elaborazione di tutti i primi segnali ottenuti dagli ecoscandagli in questa regione dell'Antartide.